# Ramona Härdi
Ramona Härdi (Aarau, 9 april 1997) is een Zwitsers langebaanschaatsster en inline-skater.
Härdi begon haar carrière in het inline skaten. In 2012 nam ze deel aan de Swiss Skate Tour Final in het Duitse Geisingen waar ze als eerste werd geplaatst. Vervolgens nam ze deel aan de Zwitserse kampioenschappen in september 2013 en werd derde.
Härdi's eerste grote schaatsevenementen was de 3000 meter op de Junior World Cup in Baselga di Piné en de Wereldkampioenschappen schaatsen junioren 2016 in Changchun, China. In 2017 werd Härdi nationaal kampioen allround van Zwitserland.
In 2018 startte zij op het EK massastart, en op de massastart van de Olympische Spelen, waar zij na vier ronden uitviel.

## Persoonlijke records[2]
| Afstand    | Tijd    | Datum           | Baan           |
| ---------- | ------- | --------------- | -------------- |
| 500 meter  | 40,77   | 9 maart 2024    | Inzell         |
| 1000 meter | 1.19,01 | 26 oktober 2024 | Inzell         |
| 1500 meter | 1.58,58 | 27 januari 2024 | Salt Lake City |
| 3000 meter | 4.09,87 | 26 januari 2024 | Salt Lake City |
| 5000 meter | 7.21,26 | 24 januari 2025 | Calgary        |

(laatst bijgewerkt: 25 januari 2025)

## Resultaten langebaanschaatsen
| Jaar | WK Allround             | WK Afstanden                   | Olympische Spelen | WK Junioren |
| ---- | ----------------------- | ------------------------------ | ----------------- | ----------- |
| 2016 |                         |                                |                   | 36e 1500m   |
|      |                         |                                |                   |             |
| 2018 |                         |                                | HF 12 massastart  |             |
|      |                         |                                |                   |             |
| 2021 |                         | 7e achtervolging               |                   |             |
|      |                         |                                |                   |             |
| 2023 |                         | 9e massastart                  |                   |             |
| 2024 | NC20 (21e, 20e, 20e, -) | 7e massastart 8e achtervolging |                   |             |
| 2025 |                         | 11e massastart                 |                   |             |